# Scala delle portate
La scala delle portate è un diagramma che associa l'altezza del livello idrico di un canale (oppure l'altezza della lama d'acqua su uno stramazzo, ecc.) alla portata transitante.

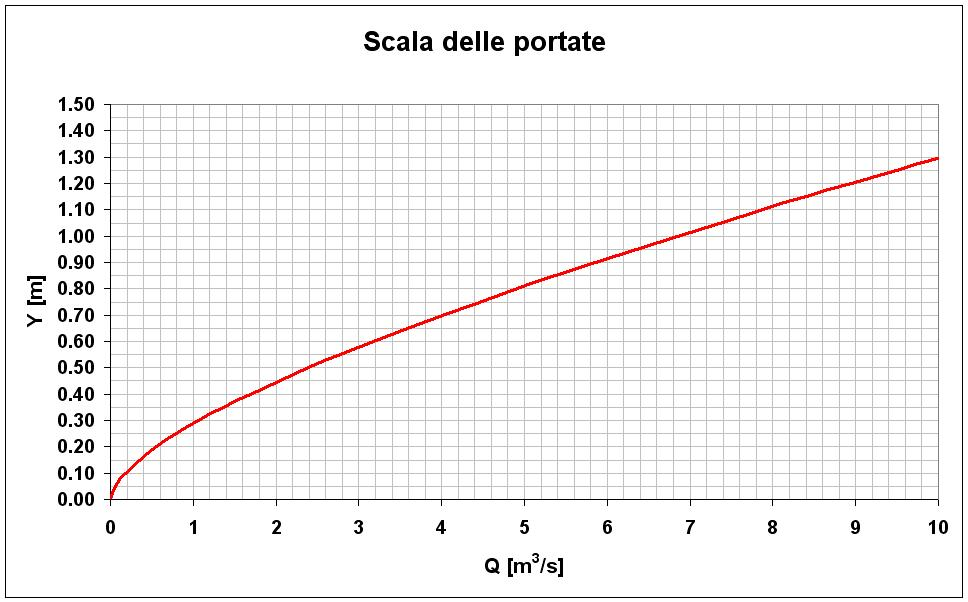
Esempio di scala delle portate di un canale

## Canali e corsi d'acqua
Nei canali e nei corsi d'acqua, la scala delle portate associa la quota di pelo libero (geodetica, ovvero riferita al livello del mare, o relativa rispetto a un punto) o la profondità della corrente al valore della portata.
In alcuni casi la scala delle portate viene ricavata da misurazioni sperimentali della velocità della corrente in differenti punti della sezione, dalle quali si ricava la portata transitante (che quindi viene associata al livello idrico presente in quel momento nel corso d'acqua). 
In condizioni di moto uniforme assolutamente turbolento è possibile utilizzare la formula di Gauckler-Strickler.

## Strumenti di misura della portata
Molti strumenti di misura associano una misura di altezza del pelo libero dell'acqua alla portata transitante.
Negli stramazzi la portata dipende dalla differenza di quota tra il pelo libero dell'acqua e lo scanno dello stramazzo.
Nelle bocche di misura ad efflusso rigurgitato la portata dipende dalla differenza di quota tra il pelo libero dell'acqua a monte e a valle dell'apertura.
Nelle paratoie la portata dipende dall'apertura della paratoia e dal battente idrico a monte.